# Pomodori verdi fritti
I pomodori verdi fritti (dall'inglese fried green tomatoes) sono un piatto tradizionale del sud degli Stati Uniti che consiste in pomodori acerbi impanati, fritti nel grasso di pancetta e serviti bollenti.

## Storia
Sebbene la primissima testimonianza di un pomodoro fritto provenga da un documento in Italia, la ricetta dei pomodori fritti odierni apparve per la prima volta su Housekeeping in the Blue Grass: A New and Practical Cook Book, pubblicato per la prima volta nel 1875 e riedito nel 1904 con un titolo diverso. Secondo The Best of America's Test Kitchen 2021: Best Recipes, Equipment Reviews, and Tastings, i pomodori verdi fritti sono un ideale companatico nei panini con la pancetta e la lattuga.

## Nella cultura di massa
Pomodori verdi fritti alla fermata del treno (Fried Green Tomatoes) è un film statunitense del 1991 diretto da Jon Avnet e basato sul libro di Fannie Flagg Pomodori verdi fritti al caffè di Whistle Stop.